# Coenosia tinctifacies
Coenosia tinctifacies este o specie de muște din genul Coenosia, familia Muscidae. A fost descrisă pentru prima dată de Albuquerque în anul 1958. Conform Catalogue of Life specia Coenosia tinctifacies nu are subspecii cunoscute.